# Erannis albescens
Erannis albescens là một loài bướm đêm trong họ Geometridae.